# Liste des membres de la mission grégorienne

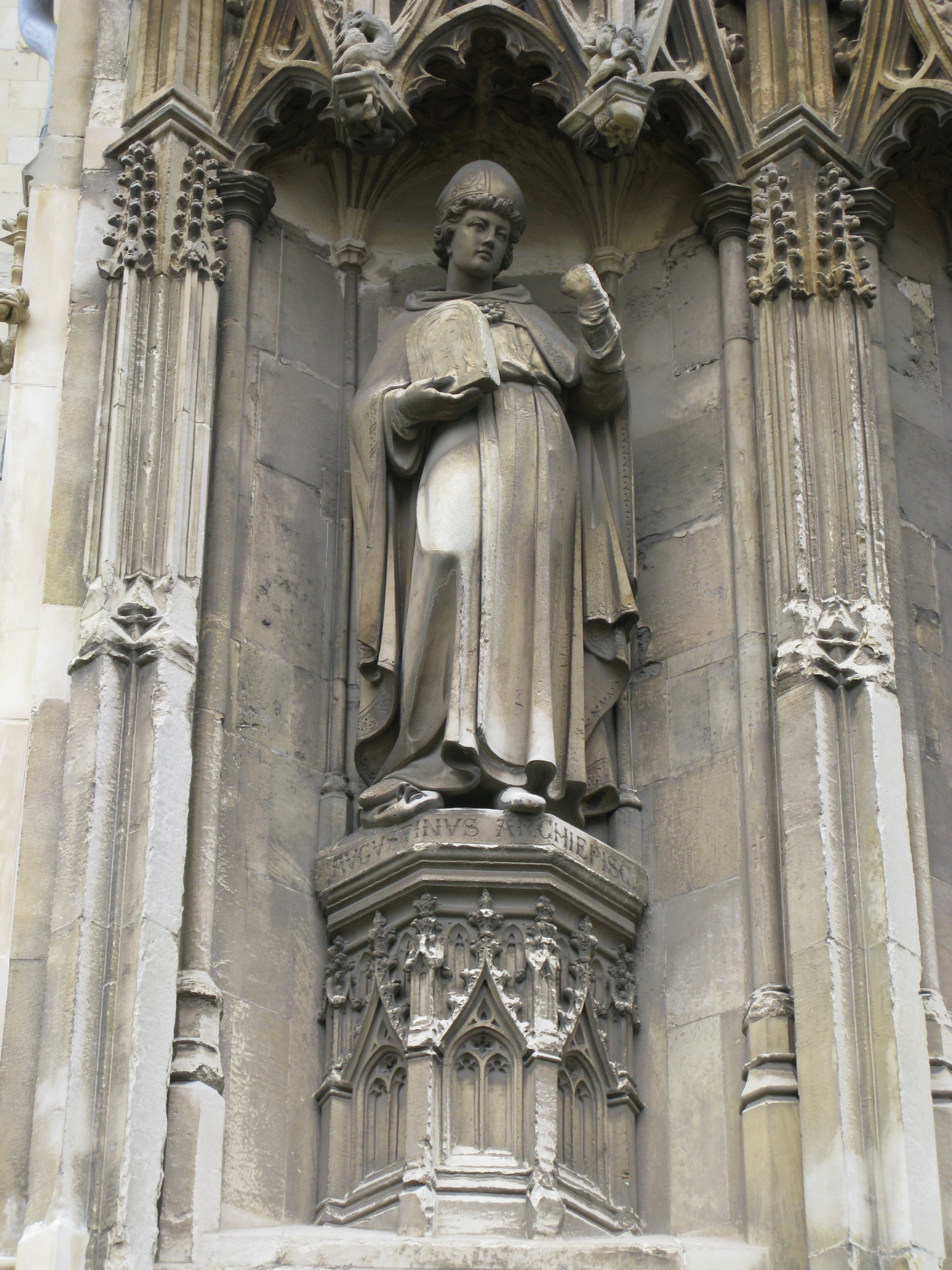
Statue d'Augustin, chef de la mission grégorienne, à la cathédrale de Cantorbéry.

La mission grégorienne se compose de moines et prêtres italiens envoyés par le pape Grégoire Ier en Grande-Bretagne à la fin du VIe siècle pour convertir les Anglo-Saxons au christianisme.
La première vague se compose d'une quarantaine de missionnaires, dont certains sont des moines issus du monastère fondé par Grégoire à Rome. Après un long voyage durant lequel ils manquent d'abandonner, ils arrivent dans le royaume du Kent en 597 et parviennent à convertir le roi Æthelberht. Le chef de la mission, Augustin, fonde une abbaye à Cantorbéry et devient le premier archevêque de Cantorbéry. Grégoire envoie un second groupe de missionnaires en renfort qui arrive en Angleterre en 601, chargé de livres et de reliques pour les églises fondées par le premier groupe. Le nombre de membres de cette seconde vague est inconnu.
Après avoir rencontré le succès dans le Kent, les missionnaires se déploient vers le nord dans les royaumes d'Essex et d'Est-Anglie. Deux membres de la mission deviennent les premiers évêques de Rochester et Londres en 604. La mort d'Æthelberht, vers 616, porte un coup d'arrêt à l'expansion du christianisme hors du Kent. L'évangélisation de la Northumbrie démarre vers 625, à la suite du mariage de la fille d'Æthelberht avec le roi Edwin, mais elle s'interrompt à la mort d'Edwin, en 633. La plupart des missionnaires partis en Northumbrie retournent se réfugier dans le Kent,.
La composition de la mission grégorienne est principalement connue grâce à l'Histoire ecclésiastique du peuple anglais du chroniqueur northumbrien Bède, écrite vers 731, qui décrit les faits et gestes des missionnaires en Angleterre. Les archives pontificales gardent également des copies des lettres que leur a envoyé Grégoire. Cependant, aucune de ces sources ne dresse une liste complète des membres de la mission et on ne connaît les noms que d'une douzaine d'entre eux, qui accèdent pour la plupart aux plus hautes fonctions de l'Église en Angleterre. Les cinq premiers archevêques de Cantorbéry sont des membres de la mission, tout comme les cinq premiers abbés du monastère fondé par Augustin à Cantorbéry. Plusieurs des membres de la mission sont considérés comme des saints après leur mort.

## Membres
| Nom        | Date d'arrivée | Postes majeurs occupés                            | Mort                  | Saint ? | Références |
| ---------- | -------------- | ------------------------------------------------- | --------------------- | ------- | ---------- |
| Augustin   | 597            | archevêque de Cantorbéry                          | entre 604 et 609      | oui     | [ 6 ]      |
| Gratiosus  | inconnue       | abbé de Cantorbéry                                | 638                   | non     | [ 7 ]      |
| Honorius   | 597 ou 601     | archevêque de Cantorbéry                          | 653                   | oui     | [ 8 ]      |
| Jacques    | inconnue       | diacre                                            | après 671             | oui     |            |
| Jean       | 597 ou 601     | abbé de Cantorbéry                                | inconnue              | non     |            |
| Juste      | 601            | évêque de Rochester puis archevêque de Cantorbéry | 627                   | oui     | [ 9 ]      |
| Laurent    | 597            | archevêque de Cantorbéry                          | 619                   | oui     | [ 10 ]     |
| Mellitus   | 601            | évêque de Londres puis archevêque de Cantorbéry   | 624                   | oui     | [ 11 ]     |
| Paulin     | 601            | évêque d'York puis de Rochester                   | 644                   | oui     | [ 12 ]     |
| Pierre     | 597            | abbé de Cantorbéry                                | vers 607 ou après 614 | oui     | [ 7 ]      |
| Petronius  | inconnue       | abbé de Cantorbéry                                | vers 654 ?            | non     | [ 7 ]      |
| Romain     | 597 ou 601     | évêque de Rochester                               | avant 627             | non     | [ 13 ]     |
| Rufinianus | 601            | abbé de Cantorbéry                                | avant 638             | non     | [ 7 ]      |